# نادر بیات
نادر غاضی بیات کارگردان و بازیگر اهل ایران بود.

## زندگی
متولد ۱۳۱۸ در تبریز. در نوجوانی به بلژیک و سپس به آلمان رفت و در مدت یک سال و نیم بازیگری به روش استانیسلاوسکی را آموخت؛ و پس از بازگشت به ایران از سال ۱۳۳۷ با گروه تائتر آناهیتا شروع به همکاری کرد. از جمله در نمایش‌های: «اتللو»، «تراموایی به نام هوس»، «هیاهوی بسیار برای هیچ» بازی کرد. فعالیت سینمای حرفه‌ای را از سال ۱۳۴۱ با بازی در فیلم «انتقام روح» آغاز کرد. در پانزدهم بهمن ماه ۱۳۷۳ درگذشت.

## فیلم‌شناسی
- انتقام روح (بازیگر ۱۳۴۱)
- آن‌ها زندگی را دوست داشتند (بازیگر ۱۳۴۲)
- دختر ساری (بازیگر ۱۳۴۲)
- گناه من چیست (بازیگر ۱۳۴۳)
- در دنیا بیگانه بودم (بازیگر نویسنده و کارگردان ۱۳۴۴
- پدر (بازیگر ۱۳۶۸ مجموعه تلویزیونی)
- مسافران (بازیگر ۱۳۷۰)